# 9999 Вайлс
9999 Вайлс (9999 Wiles) — астероїд головного поясу, відкритий 29 вересня 1973 року.
Тіссеранів параметр щодо Юпітера — 3,304.
Названо на честь англійського та американського математика Ендрю Джона Вайлса.